# Liste des ambassadeurs d'Israël en Guinée
 (mai 2023).
 (juin 2023).
- Si vous ne connaissez pas le sujet, laissez ce bandeau (vous pouvez alors contacter les auteurs).
- Si vous supprimez le contenu mis en cause (vous pouvez préalablement contacter les auteurs),

argumentez précisément cette suppression dans la page de discussion
(un manque de référence n'est pas un argument ; une recherche réelle de référence doit avoir été effectuée, être formellement documentée).
Cette page recense la liste des ambassadeurs d'Israël en Guinée.

## Liste des ambassadeurs[1]
- Roi Rosenblit (Non-Résident, Dakar) 2018[2] -
- Paul Hirschson (Non-Résident, Dakar) 2015 - 2018[3]
- Hagay Dikan (en)1961 - 1963
- Shlomo Hillel 1959 - 1961